# Unie van Redding- en Sleepdienst
De Unie van Redding- en Sleepdienst, kortweg URS, uit Antwerpen is het grootste sleepbedrijf in het Scheldegebied. Het is sinds 1870 actief in de sleepvaart. In 1911 werd een dochteronderneming gevestigd in Terneuzen, de huidige Unie van Redding- en Sleepdienst Nederland B.V.
In 2008 heeft Smit Internationale 100% aandeel genomen in URS.
Op 7 april 2016 werden de Europese havensleepactiviteiten van Smit Internationale (inmiddels een dochter van Boskalis) samengevoegd met de Europese havensleepactiviteiten van Kotug (onderdeel van Kotug International) en is het bedrijf Kotug Smit Towage ontstaan. Het hoofdkantoor van Kotug Smit Towage is gevestigd in Rotterdam en is met 850 werknemers actief in 12 havens in Europa (Rotterdam, Antwerpen, Zeebrugge, Gent, Vlissingen, Terneuzen, Londen, Liverpool, Southampton, Hamburg, Bremerhaven en Wilhelmshaven). Het bedrijf heeft dankzij haar samenvoeging een gezamenlijke historie van maar liefst 350 jaar. KOTUG SMIT biedt haar diensten aan conform alle vereiste operationele en veiligheidsnormen binnen de sector en zijn daarmee de toonaangevende maritieme dienstverlener in de Noordwest-Europese havens.
Kotug Smit Towage heeft een vloot van 70 sleepboten. De typen sleepboten zijn ASD’ers, Tractors, Voith Sneiders, en Rotortugs.

## Geschiedenis
De Duitse Kapitein Heinrich Gerling vestigde zich in 1866 in Antwerpen en richtte in 1870 het bedrijf Société Anonyme de Remorquage à Hélice s.a. (SARH) op. Het startte met een vloot van zes sleepboten, met schroef aangedreven door een stoommachine. In 1874 vormde hij zijn bedrijf om tot een naamloze vennootschap, samen met de Antwerpse zakenlieden John Pickard Best and Walter Ludwig. Voornamelijk binnen de dokken werkte de sleepdienst van J.B. Maas. Aanvankelijk werd samenwerking gezocht en in 1890 volgde een samenwerkingsovereenkomst. In 1898 werd dat sleepbedrijf overgenomen. In 1908 werd de sleepboot President de Leeuw, 1085 pk, in de vaart gebracht.
Aan het begin van de Eerste Wereldoorlog beschikte het bedrijf over een vloot van 34 sleepboten. Een flink deel week uit naar Engeland en in de grote oorlog gingen 4 sleepboten verloren. In 1923 was met steun van de Rotterdamse rederij Wm. H. Müller de NV Sleepdienst Letzer opgericht, die al snel met 15 sleepboten de concurrentie aanging. Desondanks werd na een jaar samenwerking onder gezamenlijke rekening in 1928 door de bestuurders van de twee maatschappijen, Adrien Letzer van Remorquage Letzer, en Fred Gerling van S.A.R.H. het samenwerkingsverband Union de Remorquage et de Sauvetage SA, kortweg URS, ook bekend onder de naam Unie van Redding en Sleepdienst gesticht. In 1938 bestond de gecombineerde vloot uit ruim 50 vaartuigen.
Bij het begin van de Tweede Wereldoorlog in 1940 evacueerde een deel van de vloot troepen van Duinkerken naar Engeland, andere schepen van de maatschappij namen rechtstreeks de wijk naar Engeland. Gedurende de Tweede Wereldoorlog bleven beide bedrijven echter gescheiden. Pas op 27 juni 1974 kwam een fusie tot stand en werden de drie samenwerkende bedrijven SARH, Letzer en Union officieel samengevoegd tot de Unie van Redding en Sleepdienst NV met 49 slepers. De Gerling en Letzer sleepboten lagen wel gezamenlijk bijeen aan de Scheldekaaien, maar probeerden toch de assisterende sleeptaken van elkaar af te nemen. Binnen de bedrijven was het een traditie dat de scheepsnamen verwezen naar iemand uit één der beide families. Met deze traditie werd definitief gebroken met het slopen van de zeesleper Alphonse Letzer in oktober 2011.
De URS heeft een onderhoudswerkplaats bij de Lillobrug (kaainummer 540) in de Antwerpse haven, maar hebben ook assisterende sleepboten stand-by liggen in Terneuzen en Breskens. Alle schepen kregen de schoorsteenkleuren van de Union: een blauwe band afgebiesd met twee smalle gele banden. Zelf werd het bedrijf per 11 februari 2008 overgenomen door het Nederlandse Smit Internationale, dat op zijn beurt per 5 mei 2010 weer door Boskalis werd overgenomen.
URS bood niet enkel sleep- en reddingsdiensten aan in het Scheldegebied, maar werkte sinds de ontwikkeling van de Noordzee-olievelden ook als dienstverlener in onder meer het Groningenveld, het Ekofiskveld en het Fortiesveld. Hiervoor werden specifieke zeesleepboten ontwikkeld waaronder ankerbehandelingssleepboten. Daarnaast nam het bedrijf ook deel aan de reddingsoperaties van onder meer de Herald of Free Enterprise en de Tricolor.

## Vloot
De URS biedt havensleepdiensten, zeesleep- en offshorediensten, maritieme reddings- en bergingsdiensten, milieubeschermingsdiensten en duikerondersteuning.
De vloot van het bedrijf bestond anno 2014 uit 43 schepen, waarvan onder andere 23 haven- of kustsleepboten en 4 ankerbehandelingssleepboten. Zoals kenmerkend is voor sleepboten, worden de schepen aangedreven door krachtige en goed manoeuvreerbare aandrijftechnieken: Voith-Schneider-propellers, Azimuth Stern Drive of het combi-type, een combinatie van conventionele schroeven achteraan en een roerpropeller ter hoogte van het voorschip.
De twee grootste schepen in de vloot zijn de Union Manta, een ankerbehandelings- en bevoorradingsschip met een lengte van 75,5m, een motorvermogen van 14720kW en een paaltrekvermogen van 205 ton, en de President Hubert, een zeesleepboot met een lengte van 60,45m, een motorvermogen van 9000 kW en een paaltrekvermogen van 160 ton.
In december 2017 werd de "President Hubert" in Rotterdam ontmanteld om naar de haven van 's Gravendeel gesleept te worden om te worden gesloopt.
| AHT en bevoorrading | AHT en bevoorrading | AHT en bevoorrading | AHT en bevoorrading |
| Naam                | Bouwjaar            | Paaltrek (Ton)      | Foto's              |
| ------------------- | ------------------- | ------------------- | ------------------- |
| Union Manta         | 2003                | 205                 |                     |
| President Hubert    | 1982                | 155                 |                     |
| Alphonse Letzer     | 1977                | 94                  |                     |
| Banckert            | 1972                | 63                  |                     |

| Bergingsschip | Bergingsschip | Bergingsschip  | Bergingsschip |
| Naam          | Bouwjaar      | Paaltrek (Ton) | Foto          |
| ------------- | ------------- | -------------- | ------------- |
| Union Beaver  | 1991          | -              |               |

| Zeeslepers     | Zeeslepers | Zeeslepers     | Zeeslepers |
| Naam           | Bouwjaar   | Paaltrek (Ton) | Foto's     |
| -------------- | ---------- | -------------- | ---------- |
| Drado          | 1976       | 32             |            |
| Lieven Gevaert | 1995       | 43             |            |
| Schelde 20     | 1996       | 43             |            |
| Union 7        | 1996       | 43             |            |
| Union 8        | 1996       | 43             |            |
| Union 9        | 1997       | 43             |            |
| Union 11       | 1995       | 43             |            |
| Union Coral    | 2004       | 66             |            |
| Union Diamond  | 2001       | 63             |            |
| Union Emerald  | 2005       | 66             |            |
| Union Grizzly  | 2007       | 65             |            |
| Union Koala    | 2009       | 54             |            |
| Union Kodiak   | 2007       | 65             |            |
| Union Onyx     | 2008       | 66             |            |
| Union Pearl    | 2005       | 66             |            |
| Union Panda    | 2009       | 65             |            |
| Union Ruby     | 2005       | 66             |            |
| Union Sapphire | 2001       | 63             |            |
| Union Topaz    | 2008       | 66             |            |

| Kustsleepboten | Kustsleepboten | Kustsleepboten | Kustsleepboten |
| Naam           | Bouwjaar       | Paaltrek (Ton) | Foto's         |
| -------------- | -------------- | -------------- | -------------- |
| Anton V        | 1983           | 33             |                |
| Braakman       | 1991           | 39             |                |
| Brugge         | 1998           | 50             |                |
| Ensor          | 2000           | 30             |                |
| Evergem        | 1993           | 39             |                |
| Gent           | 1985           | 40             |                |
| Hemiksem       | 1985           | 40             |                |
| Holland        | 1992           | 32             |                |
| Schelde 10     | 1987           | 40             |                |
| Schelde 12     | 1988           | 36             |                |
| St.-Annastrand | 1991           | 39             |                |
| Terneuzen      | 1991           | 39             |                |
| Union 5        | 1992           | 45             |                |
| Union 6        | 1993           | 45             |                |
| Zeebrugge      | 1992           | 39             |                |
| Zelzate        | 1993           | 39             |                |

| Havenslepers | Havenslepers | Havenslepers   | Havenslepers |
| Naam         | Bouwjaar     | Paaltrek (Ton) | Foto's       |
| ------------ | ------------ | -------------- | ------------ |
| Salvor 12    | 1967         |                |              |
| Union Amber  | 2007         | 65             |              |
| Union Jade   | 2007         | 65             |              |